# ریچیوتو کانودو
ریچُّتو کانودو (به ایتالیایی: Ricciotto Canudo) ‏ (۲ ژانویه ۱۸۷۷-۱۰ نوامبر ۱۹۲۳) نویسنده، شاعر، نظریه‌پرداز سینما، موسیقی‌شناس و نقاد ادبی ایتالیایی بود. عمده شهرت او به سبب ارائهٔ نظریه هنر هفتم در باب سینما است.

## نظریات سینمایی
کانودو سینما را آمیخته‌ای از سه هنر زمانی و سه هنر مکانی می‌دانست. سه هنر مکانی نقاشی، مجسمه‌سازی و رقص بودند و سه هنر زمانی موسیقی، تئاتر و ادبیات بودند. از این نظر کانودو سینما را هنر مستقل نمی‌دانست بلکه آن‌را هنری ترکیبی می‌دانست. او به سینما عنوان هنر هفتم را داد. البته نظر کانودو در مورد عدم استقلال سینما بعدها توسط بسیاری از منتقدین، نقد شد و برخی تئوریسین‌ها این نظریه را نپذیرفتند.

## رمان‌ها
- شهر بدون رهبر (۱۹۱۰)
- آزاد، خاطرات یک پزشک دیوانگان (۱۹۱۱)
- مهاجرت (بی‌تا)

## رساله‌های مهم
- بیانیهٔ هنر ششم (۱۹۱۱)
- موسیقی به عنوان مذهب آینده (۱۹۱۳)
- کارخانهٔ رؤیاسازی (۱۹۲۴)[۳]

## فهرست منابع
- استیونسون، رالف و ژ. ر دبری، هنر سینما، انتشارات امیر کبیر، چاپ سوم ۱۳۸۳ صص ۹۹-۱۰۰
- ویکی‌پدیای فرانسوی
- ویکی‌پدیای انگلیسی